# 北京站
39°54′08″N 116°25′16″E / 39.90222°N 116.42111°E
北京站，原名正阳门东站、前门站、北平站，亦可称北京火車站或北京车站，是北京局集团辖下的铁路客运特等站之一。建于1901年，原址在北京市东城区前门东侧:11，现址位于中华人民共和国北京市东城区东二环以内、东长安街以南、原北京内城城墙以北、崇文门与东便门之间。车站现占地面积25万平方米，总建筑面积8万多平方米。车站站台为地上站台，共有8座站台，站内股道16条。
北京站是北京铁路枢纽的一个重要部分，一直以来北京站始发的旅客列车发往全国各地，而北京西站完工啟用之后分担了大部分京广、京九、京原线方向列车的运输任务。目前主要负责接发经由京沪线、京哈线往华东、东北方向的列车。另外，北京站也负担接发往俄罗斯莫斯科、蒙古乌兰巴托和朝鲜平壤的国际联运旅客列车。

## 历史

### 建站背景
1897年6月，津芦铁路竣工通车:18。由于将铁路直接延伸至北京中心的建设未能获批，为了使铁路更加靠近北京，终点站设在了北京城门外的马家堡:63。1897年农历六月初一，马家堡站正式开通使用:4。1900年，义和团运动爆发，义和团沿津芦铁路和卢保铁路快速向北京推进，沿路破坏铁道、电线，毁坏车站，同年6月12日，马家堡火车站被义和团焚毁。1900年8月14日，八国联军占领北京，慈禧太后、光绪帝及部分官员仓皇逃离，随后各国军队的工程部门开始重建被破坏的铁路:71，关内外铁路被各国分段占领，其中英军侵占了丰台至马家堡段，后占领了全部关内铁路:13。由于马家堡站已被彻底焚毁，且其距离北京城较远，英军决定放弃马家堡站，而将铁路通过永定门城楼西侧外墙上的豁口延伸进北京外城，终点设在天坛外坛的西墙外，自此铁路首次进入了北京城。天坛外的北京站于1900年12月9日启用，直至迁移前一直都被军用列车所使用:73。车站的设施非常简陋，车站没有候车室，候车区域是用石柱围成，站牌为木质，写有北京当时的英文名称“PEKIN”。然而在八国联军彻底控制北京后，车站设在天坛外的弊端开始显现出来：车站不仅离内城有一定距离，而且距外国人生活聚居的东交民巷过远，且清政府认为在帝王祭天祈谷之地设置火车站有损国家尊严，铁路因此面临再次改线。

### 旧北京站

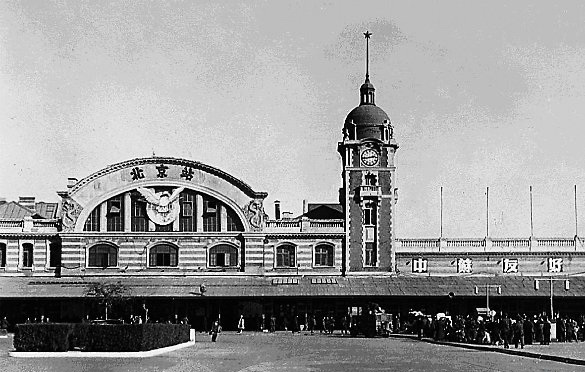
50年代，可见车站外墙的“北京站”与“中苏友好”

1901年3月，英军成立了英国铁路局，金达任首任总工程师，英国铁路局首先擅自将关内外铁路展筑至北京使馆区附近。展筑线从天坛东面新扒开的豁口进入外城，在穿过英国占领区绕到东便门后折向西，最终抵达正陽門东侧，新线路全长12.2公里，1901年3月竣工:13。1901年4月，英国铁路局开始在正阳门东侧建造新的北京站，同年10月1日，车站投入使用:80，12月10日的申报刊载《车站易地》公告，宣布火车站改设在前门外东城根，而永定门西侧的豁口将按旧式修补。建站初期由于资金缺乏，相关设施起初很简陋，车站没有站房，只有简单的铁轨和月台，站牌为一块水泥牌子，牌子上用中英双语写有“北京”字样。随着交通量和收入的增加，资金缺乏的情况得到改善:95，1903年1月，新站房开始修建，1906年正式竣工启用，站台也增加到了三座，长度377米，其中两座有雨棚。1907年8月12日，清政府邮传部发出札文，改“关内外铁路”为“京奉铁路”:91，站名也于此年定为正阳门东站:2。车站建成导致前门地区客流量猛增，拥堵加重，促使时任内务总长兼北京市政督办朱启钤拆除了正阳门箭楼北侧的瓮城。
车站见证了许多历史事件。光绪三十一年（1905年），清政府派五大臣出国考察，预定9月24日在正阳门东火车站出发，遭遇革命者吴樾的炸弹袭击，五大臣出洋考察被迫延期。民国六年（1917年）6月7日，张勋率军入京拥废帝溥仪复辟，7月1日占领了车站。 民國十三年（1924年）10月23日，冯玉祥发动北京政变，占领了车站，在车站内安营扎寨，导致运输中断十天。1924年底，冯玉祥电邀孙中山北上赴京共商国是，孙中山12月31日在正阳门东火车站下车，当时北京各界三万民众在车站欢迎孙中山的到来。孙中山病逝北京后，遗体也是从这里送上火车运到南京。移灵当天（1929年5月26日），从香山碧云寺到正阳门东站，路旁有三十万民众向灵榇肃立致敬。 民國二十年（1931年），九一八事变爆发，500余名北平学生组成“南下救国示威团”，也自这里登上火车前往南京。沈从文、冼星海等文化名人也曾从这里下车，来到北京城。据说，沈从文下车时还跺脚喊道“北平！我来征服你了！”
1937年七七事变发生后，为了实行军事运输，满铁设立华北事务局，开始在京奉铁路上设置满铁站区并向主要车站派遣指导监督人员:23，正阳门东站从在8月4日开始隶属满铁华北事务局北京铁道事务所，站名改名为前门站；次年6月10日，北京铁道事务所改称北京铁路局，车站改称北京站:9:2。1939年4月17日，华北交通公司成立，北京站隶属华北交通管辖。随着北京站的业务日渐发达，来往旅客增多，而车站地势狭小，旅客出入不便，华北交通公司在1940年5至10月扩建了北京站，扩建工程主要扩大了货场并增设第4座站台，同时增建了一、二等座候车室和旅客食堂，站前广场也扩大了2.5倍:17。1945年8月15日，日本无条件投降，平津区交通接收委员会于10月11日接受华北铁路，北京站也于次日改称北平站，1946年3月9日，交通部平津区特派员办公室将站名改为北平东站:10。
1949年9月30日，中华人民共和国建国前夕，车站站名再次改回“北京站”并沿用至今:10。这时的老北京站仍然承担着北京的铁路客运。因为它的重要性，它也被称为“国门”、“首都迎宾门”。1949年12月16日，毛泽东从这里踏上火车，开始了首次对苏联的国事访问。1958年10月28日，周恩来等人亲自到车站站台迎接抗美援朝凯旋的志愿军代表团。胡志明、金日成等外国政要也是在这里走下火车开始对华访问。

### 新北京站

#### 规划
随着中国铁路运输的发展，建于清末的老北京站渐渐无法满足需要。为迎接中华人民共和国建国十周年，中共中央在1958年决定在首都北京规划建设10个大型项目，为“北京十大建筑”，以展示国家焕然一新的面貌，北京火车站是为其中一项。1958年10月下旬，根据1950年代初的北京市政建设规划开始了新北京站的设计安排，站场设计由铁道部第三设计院（今铁道第三勘察设计院集团有限公司）负责，站房大楼由著名建筑师杨廷宝、陈登鳌主持，国家建工部第一建筑设计院和南京工学院合作承担设计。车站设计进度迅速，同年12月上旬完成全部设计方案，12月10日中央批准设计方案。时任国务院总理周恩来也十分关心新北京站的设计建造工作，由站名的位置方向，到贵宾室的环境布置，均曾经过问。在审定设计方案时，周恩来提出在主楼两翼各增加一座角楼的建议也被采纳。

#### 建设

1959年的北京站

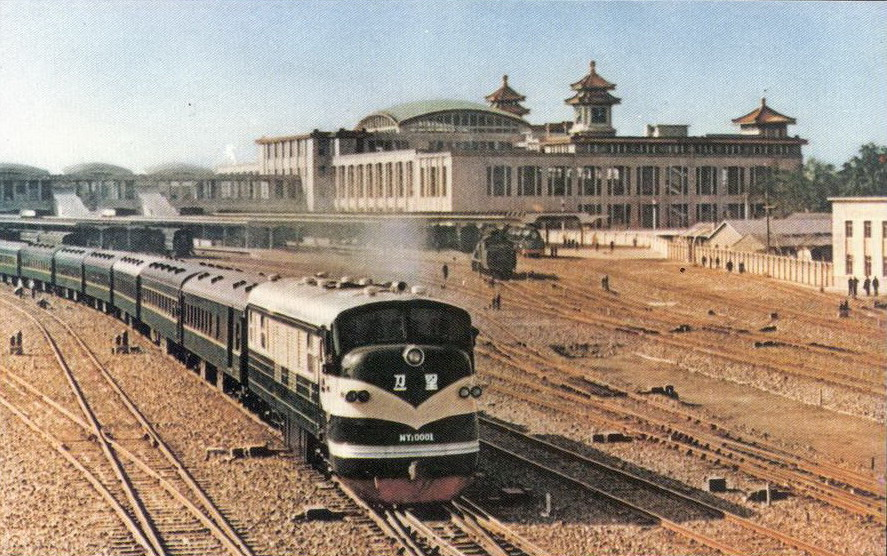
1959年，卫星型0001号机车牵引列车从北京车站出发

1959年1月20日，新站建设工程正式动工。施工人员最多时达2万余人，工程投资5782万元人民币，苏联专家也给予了现场技术指导。在仅仅7个多月以后的1959年9月10日，工程竣工。新的北京站总占地面积达250000平方米，站舍大楼建筑面积46700平方米，广场面积40000平方米。
1959年9月13日到14日，北京站开通运营前夕，中国国家主席刘少奇、国务院总理周恩来、全国人大常委会委员长朱德曾先后到站视察。9月15日零时10分到2时20分，中共中央主席毛泽东在时任北京市市长彭真、铁道部部长吕正操、副部长武竟天等的陪同下视察了新北京站。毛泽东来到售票厅，走到一个售票窗口前并向售票员贾根柱询问了有关售票工作的情况，并向贾拿了一张由北京站开往普兰店站的35次列车加快票观看。随后，毛泽东应北京站工程总指挥长李岳林的请求，为北京站题写了‘北京站’三个字的站名。当时题字写了两个版本，而现在采用的版本是毛泽东亲自选定的。毛泽东视察北京站的两小时后，第一列旅客列车从北京站发出，标志着新北京站正式投入使用。同时，旧北京站关闭。1959年10月4日，当时中共中央书记处总书记邓小平视察新北京站。

#### 建成初期
新北京站建成使用后，运输能力比旧北京站大大提高，开始担负越来越繁重的运输任务，并一直是北京市内最重要的铁路客运站，也是全中国客流量最大的车站。开行列车对数和客流量逐年增加，1959年开行列车33对；1966年开行列车40对；1978年开行列车61对；1985年开行列车78对；1993年已达到82对。运送旅客人数由1950年代末的每年600多万人、1960年代末的800多万人、1970年代末的1500万人，到改革开放后猛增到3000万人以上。为缓解北京站的运输压力，北京市政府和铁道部在1980年代末开始规划建设北京第二个铁路客运站，至1996年北京西站（西客站）建成，为北京站分担了京广线及同年9月1日新开的京九线等线路的运输压力，北京站的年客流量才回落至2000万人以下。

#### 多次改建

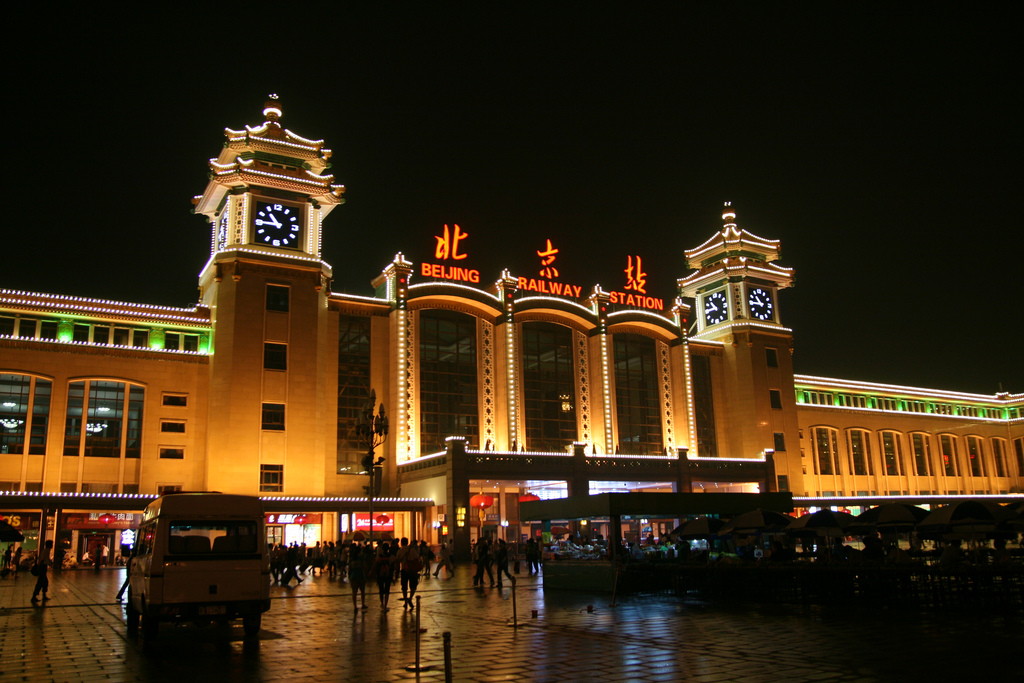
2008年8月，已经加上英文站名的北京站夜景

1976年以来，北京站开始对客运服务设施进行现代化改造，相继建立电脑制票、电视监控、无线通信、自动广播等系统，并历次进行站台延长施工，站台有效长分别增至497米至603米，以适应列车编组扩大的需要。1988年，由上海电钟厂生产的中国第一块大屏幕显示系统安装在北京站广场。
1996年暑运期间，北京站更一度试行磁卡自动售票，但效果并不理想。
1998年5月至1999年9月，铁道部和北京市实施北京站抗震加固大修改造工程，实现“风格依旧、面貌一新、功能齐全、科技领先”的构想，引进使用中央空调系统、客运引导揭示系统、客运多功能广播系统等功能。1999年9月1日，京郑电气化二期工程（丰台至北京至双桥段）合闸送电成功，北京站得以实现电气化。2001年1月16日，北京站部分线路及北京内燃机务段部分线路接触网送电成功。2003年6月18日，北京站开始进行扩能技术改造，北京站新建了两个站台（七站台、八站台）、三股列车到发线、一个面积20,513平方米、专门存放行李包裹的大型行包库，并拆除原有混凝土雨棚，改建為中国第一个鋼結構無站臺柱大跨度連續拱式雨棚，同时改建原有1至6站台並抬高到1.2米，向西延長兩條到發線，向南延長高架候車通廊等。2004年7月12日，北京站扩能改造主体工程通過了初步驗收并交付使用。
2008年6月，為迎接北京奧運會的來臨，北京火车站全面增加双语标志以方便外国游客出行，除了首次掛上英文站名「Beijing Railway Station」，同时在出站口、售票厅等引导標誌牌也加上英文對照。2008年7月改建完成的北京南站成为京津城际铁路的始发站，继续分担了北京站始发城际列车的运输压力。
2005年12月，连接北京站和北京西站的北京地下直径线动工，2013年7月顺利贯通。直径线2015年3月20日开通运营后，北京站由尽头式车站转成通过式车站，北京站与北京西站同时具备京哈、京广等多方向的干线旅客列车接发能力。
2012年，“北京站”被列为北京市东城区普查登记文物。
2019年10月，“北京站”被列为第八批全国重点文物保护单位。
2021年6月25日，该站每日开行了4对途经京沈客运专线的复兴号高铁列车，结束了该站不通高速动车组列车（G字头）的历史。至此，北京所有主要火车站均实现了高速列车停靠。2022年10月11日，北京站开通经由东北环线和北京地下直径线的过路高速动车组列车，这也是京哈高铁与京广高铁之间首次开行经由北京枢纽的跨线列车。2023年10月11日，G485/4/5、G486/3/6次更成为北京站接发的首班京广高铁图定跨局列车。
2022年，车站进行了客运提质工程。根据文字资料和早期彩色照片，将视觉色彩恢复至了建站模样。为了让灯具恢复原样，车站调用备料库中存放了60余载的配件复原了灯具。减少了摊铺，拉大了候车座椅间距。
2024年6月15日，全国铁路运行图调整，途径京沪高铁的G3/G26次、G325/G324次、G209/G206次、G8901/G8902次列车始发站由北京南站延长至北京站。从此以后，北京站开始承担部分京沪高铁动车的始发终到业务，此外京广高铁G77/78次亦延长至北京站始发终到。

## 车站构造

### 站房
北京站建成时是当时中国大陆规模最大、设备最先进的铁路车站，也是第一个现代化大型铁路客运站。站房大楼坐南朝北，东西长218米，南北宽88米，总建筑面积8万多平方米。
站房同时具有浓郁的中华民族传统风格和苏联的斯大林社会主义建筑风格。车站中央以高34米的双曲扁壳屋顶大厅和东西两座34米高的琉璃钟楼为主轴，并以女儿墙连接位于站房东西两侧的两座高34米的琉璃塔楼侧轴，体现其“首都大门”的建设意图。车站站房楼顶装设了两座大理石钟面的四面大钟，会在每天早上7点到晚上9点的正点时分敲响钟声并播放乐曲“东方红”，成为北京站的一大特色。

#### 内部
北京站的候车室全部在站场北侧（站房内），且两层均有候车室，12个旅客候车室总面积达14000平方米，可以同时容纳14000名旅客候车。其中车站一层为1-3候车室，二层则有4-7候车室。其中第二候车室为软卧候车室，由原售票大厅改建而成。除了候车室外，大楼内旅客候车室、母子候车室、电影厅、游艺厅、旅客餐厅、邮局、医务室等设施一应俱全。
北京市郊铁路副中心线的售票处、进站口位于站房西侧，独立于主进站口，但仍然接入与第二候车室相连的地下通道。
| 候车室         | 方向                             | 候车室               | 方向                           |
| -------------- | -------------------------------- | -------------------- | ------------------------------ |
| 第一软席候车室 | 辽宁、黑龙江                     | 第二软席候车室       | 辽宁、黑龙江、吉林、长沙、上海 |
| 第三候车室     | 黑龙江、内蒙古、辽宁、吉林、长沙 | 第四候车室           | 其它及国际列车                 |
| 第五候车室     | 其它                             | 第六软席和谐号候车室 | 江苏、河北、辽宁、吉林、黑龙江 |
| 第七候车室     | 其它                             |                      |                                |

站场上方的通廊横跨整个站场，是为中央检票厅（又被称为8号候车室），连接2-14站台。中央检票厅除了为部分列车进行正常的检票工作之外，还会在每班列车开车前20分钟开放给晚到的旅客作为应急进站通道。中央检票厅内不设有候车坐席，但设有部分店铺。中央检票厅的穹顶于2007年9月新增五幅巨大的展示五大洲不同地域风情、建筑文化和体育健儿奔向北京、心向奥运的壁画，但已于2022年撤除。8号候车室末端曾设有一个收费休息室，而在2022年的改造后，8号候车室最南端已改为正对北京明城墙遗址公园的观景区。
北京站内的设备也相当先进，进站大厅内安装了4台自动扶梯（AC2-59型），由上海交通大学和上海电梯厂联合设计生产，是中国自行研制的第一批自动扶梯。这4台扶梯先后在1980年代和1990年代两次更换，第一代的电梯已经被上海电梯厂收藏，最近的一次的更换是在2005年初，现在使用的电梯是奥的斯产品。另一方面，北京火车站也在旅客候车室、贵宾室等地方安装了当时少见的空调设备。
2022年，北京站对站房内部进行了大规模修缮。
- 修缮后的进站大厅
- 修缮前的第1候车室
- 修缮后的第1候车室
- 第5候车室
- 中央（第8）候车室及其穹顶的壁画
- 修缮后的中央（第8）候车室
- 修缮后的中央（第8）候车室尽头
- 出站大厅

### 站场
北京站的站场位于站房南侧，南临北京明城墙遗址公园，设16条股道和8个站台。其中包括一座侧式站台和五座岛式站台，编号1-14。站台和站房间有两座天桥、两座地下通道和中央检票通廊连接。其中西地道供北京市郊铁路副中心线列车旅客进出站使用。原先北京站的全部站台为港灣式月台，在建设北京地下直径线时曾考虑将所有站台改为通过式站台。但由于车站西侧为文保单位丁香小学教学楼，铁路部门经过与学校协商后决定仅将7-14站台（8-16道）接入直径线，1-6站台继续保留为港灣式月台。
北京站站台为全中国铁路系统内第一个设有无站台柱雨棚的车站，被当时的铁道部领导称为铁路跨越式发展的“开篇之作”。北京站的无站台柱雨棚覆盖面积81,887平方米，柱距大约33至34米，最高高度为13米。雨棚以横跨站场、长170米的桁架为基础，通过以悬挑部分、中间下挂部分、中间上部3种形式的檩条连接波浪形的钢板，达至站台视觉通透的效果，实现包括基本站台在内的所有站台无柱。
北京站为有需要的送站人士发放爱心卡。站台票于进站口处1至4号验证验票口出售，爱心卡上印有根据需要接送旅客的乘车信息而生成的二维码。
| 北                                                          |          |          |
| 1号站台                                                     |          |          |
| 到发线（1道）                                               |          |          |
| 到发线（2道）                                               |          |          |
| 2号站台 3号站台                                             |          |          |
| 到发线（3道）                                               |          |          |
| 到发线（4道）                                               |          |          |
| 4号站台 5号站台                                             |          |          |
| 到发线（5道）                                               |          |          |
| 渡线（6道）                                                 |          |          |
| 到发线（7道）（以上线路西端为尽头线）                       |          |          |
| 6号站台 7号站台                                             |          |          |
| 到发线（8道）（以下线路西端连接北京地下直径线）             |          |          |
| 到发线（9道）                                               |          |          |
| 8号站台 9号站台                                             |          |          |
| 到发线（10道）                                              |          |          |
| 到发线（11道）                                              |          |          |
| 10号站台 11号站台                                           |          |          |
| 到发线（12道）                                              |          |          |
| 到发线（13道）                                              |          |          |
| 12号站台 13号站台                                           |          |          |
| 到发线（14道）                                              |          |          |
| ←北京地下直径线方向——机走线（15道）方向——京哈线/京沪线方向→ |          |          |
| 到发线（16道）                                              |          |          |
| 南                                                          | 14号站台 | 14号站台 |

## 利用狀況

### 始发列车

#### 动车组列车
北京站始发的动车组列车主要以往河北东北部、东北地区方向的列车为主。2017年12月31日开通的北京市郊铁路城市副中心线，北京站亦办理相关列车办客业务。2018年7月1日起，原运行于北京南至上海的D321/322次列车改在北京站始发终到。2019年1月起，北京站开行由复兴号CR200J型电力动车组担当的动卧列车。2021年6月25日，北京站首次开行G字头高速动车组列车。2022年12月30日，京唐城际铁路北京城市副中心（不含）至唐山、京滨城际铁路宝坻至北辰建成投用，北京站新增办理北辰、唐山及秦皇岛（京唐转津秦）方向的始发终到动车组列车共9对。
2024年6月15日，全国铁路运行图调整，途径京沪高铁的G3/G26次、G325/G324次、G209/G206次、G8901/G8902次列车始发站由北京南站高速场延长至北京站，同时京广高铁全程车G77/78次经北京地下直径线延长至北京站。北京站始发终到的高速动车组列车车次数量再次增加。。
| 列车所属路局 | 车次                | 目的地   |
| ------------ | ------------------- | -------- |
| 武汉局集团   | G65                 | 武汉     |
| 北京局集团   | G485                | 赣州西   |
| 北京局集团   | G913                | 吉林     |
| 北京局集团   | G3511               | 大连北   |
| 北京局集团   | G7853               | 承德南   |
| 北京局集团   | G8801、G8805        | 秦皇岛   |
| 北京局集团   | G8803、G8807        | 唐山     |
| 北京局集团   | G8805               | 唐山西   |
| 北京局集团   | D725                | 青岛北   |
| 北京局集团   | D701、D705          | 上海     |
| 北京局集团   | D717                | 杭州     |
| 北京局集团   | D6603、D6607、D6609 | 唐山     |
| 北京局集团   | D6601、D6605        | 北辰     |
| 北京局集团   | C121                | 唐山     |
| 北京局集团   | C127                | 保定     |
| 北京局集团   | S101                | 乔庄东   |
| 北京局集团   | G8901               | 天津西   |
| 北京局集团   | G325                | 厦门北   |
| 哈尔滨局集团 | G907                | 七台河西 |
| 南昌局集团   | D759                | 福州     |
| 南昌局集团   | C103                | 秦皇岛   |
| 上海局集团   | D711                | 杭州     |
| 上海局集团   | C101                | 秦皇岛   |
| 上海局集团   | C105                | 曹妃甸港 |
| 上海局集团   | G3                  | 上海     |
| 沈阳局集团   | G925                | 沈阳北   |
| 济南局集团   | G209                | 青岛北   |
| 郑州局集团   | G77                 | 广州南   |

#### 普速列车
北京站的始发列车主要是京沪、京哈、京承线方向的列车，也有一部分丰沙线方向的列车，在北京丰台站及北京西站建成前亦曾有京原铁路方向的列车。开往东北方向的列车基本在该站始发，而开往华东地区的列车大部分亦在该站始发；同时也始发少数经由京广铁路、京九铁路运行的列车。此外，K3/4次列车、K19/20次列车、K27/28次列车等须在边境车站出境的国际列车也在北京站始发。
| 列车所属路局                    | 车次                        | 目的地                    |
| ------------------------------- | --------------------------- | ------------------------- |
| 北京局集团                      | K139（淡季停運）            | 南通                      |
| 北京局集团                      | Z159                        | 日照                      |
| 北京局集团                      | T109                        | 上海                      |
| 北京局集团                      | T5685、T5687                | 秦皇岛                    |
| 北京局集团                      | K27                         | 丹东、平壤                |
| 北京局集团                      | K411                        | 威海                      |
| 北京局集团                      | K5215                       | 沙河市                    |
| 北京局集团                      | K7711                       | 承德                      |
| 北京局集团                      | Y509                        | 秦皇岛                    |
| 北京局集团                      | Y535、Y537                  | 沙岭子西                  |
| 北京局集团                      | K3（周三开行，已暂停运营）  | 二连、莫斯科-雅罗斯拉夫尔 |
| 北京局集团                      | K23（周二开行）             | 二连、乌兰巴托            |
| 北京局集团                      | K19（周六开行，已暂停运营） | 满洲里                    |
| 俄罗斯铁路股份公司 莫斯科铁路局 | K19（周六开行，已暂停运营） | 莫斯科-雅罗斯拉夫尔       |
| 哈尔滨局集团                    | Z15、Z203、Z67、K339        | 哈尔滨                    |
| 哈尔滨局集团                    | Z601                        | 菏泽                      |
| 哈尔滨局集团                    | Z17、Z83、T47               | 齐齐哈尔                  |
| 哈尔滨局集团                    | K349                        | 佳木斯                    |
| 哈尔滨局集团                    | K497                        | 加格达奇                  |
| 哈尔滨局集团                    | K1301                       | 满洲里                    |
| 哈尔滨局集团                    | K1303                       | 海拉尔                    |
| 哈尔滨局集团                    | K341                        | 黑河                      |
| 济南局集团                      | K285                        | 烟台                      |
| 济南局集团                      | K1785                       | 东营南                    |
| 济南局集团                      | K1901                       | 日照                      |
| 上海局集团                      | Z29、Z51                    | 南通                      |
| 上海局集团                      | T35                         | 合肥                      |
| 上海局集团                      | K7771                       | 衡水                      |
| 上海局集团                      | 1461                        | 上海                      |
| 沈阳局集团                      | Z63                         | 长春                      |
| 沈阳局集团                      | K681                        | 大连                      |
| 沈阳局集团                      | Z117、K95                   | 吉林                      |
| 沈阳局集团                      | K53                         | 沈阳北                    |
| 沈阳局集团                      | K429                        | 通化                      |
| 沈阳局集团                      | K1023                       | 白城                      |
| 沈阳局集团                      | K1189                       | 乌兰浩特                  |
| 沈阳局集团                      | K2559                       | 通遼                      |

### 过路列车

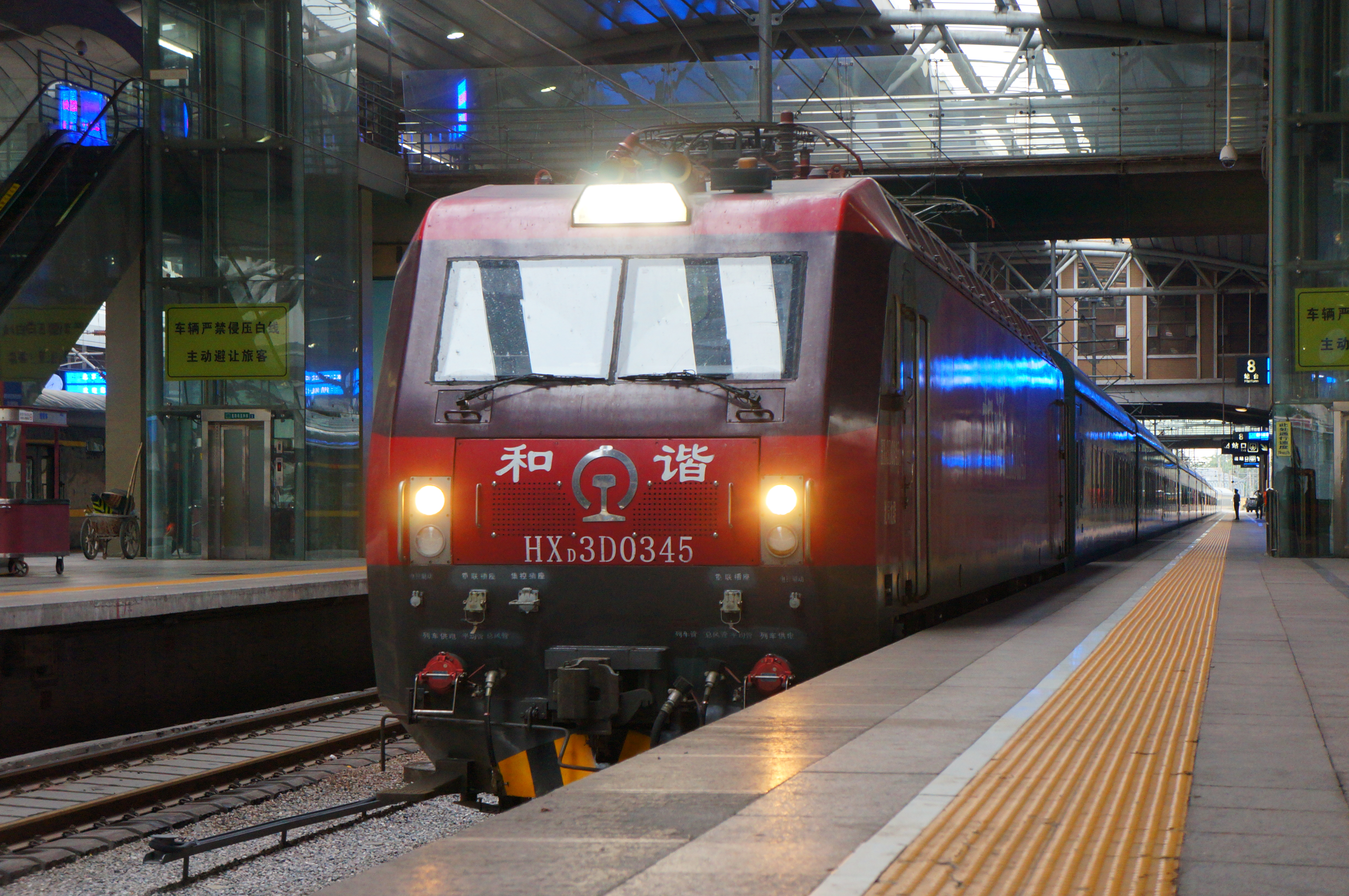
Z622次列车进入北京站进行技术停车

北京站的过路列车主要包括以下两种情形：进北京站折角运行或是经由北京地下直径线运行，但随着北京丰台站建成启用，北京站的折角车次有所减少。
| 列车所属路局 | 目的地 |
| ------------ | --- |
| 北京局集团   | 进北京站折角：承德（K7757）、邯郸、秦皇岛、石家庄（K7713）、 经由北京地下直径线：北京西、長春、承德（K7753）、承德南（G7811、G7815）、石家庄（K7751、G7817）、邯郸东（G7813）、通州（市郊铁路副中心线北京西始发列车） |
| 沈阳局集团   | 包头、瀋陽、临汾、沈阳北 |
| 哈爾濱局集团 | 成都西、哈爾濱西 |
| 太原局集团   | 大連、太原 |

## 周邊交通
北京站也是北京的一个交通枢纽，站前街有诸多公交车的经停站与起点站，另外，还有长途汽车开往北京周边地区；北京地铁2号线途经北京站。

## 友好车站

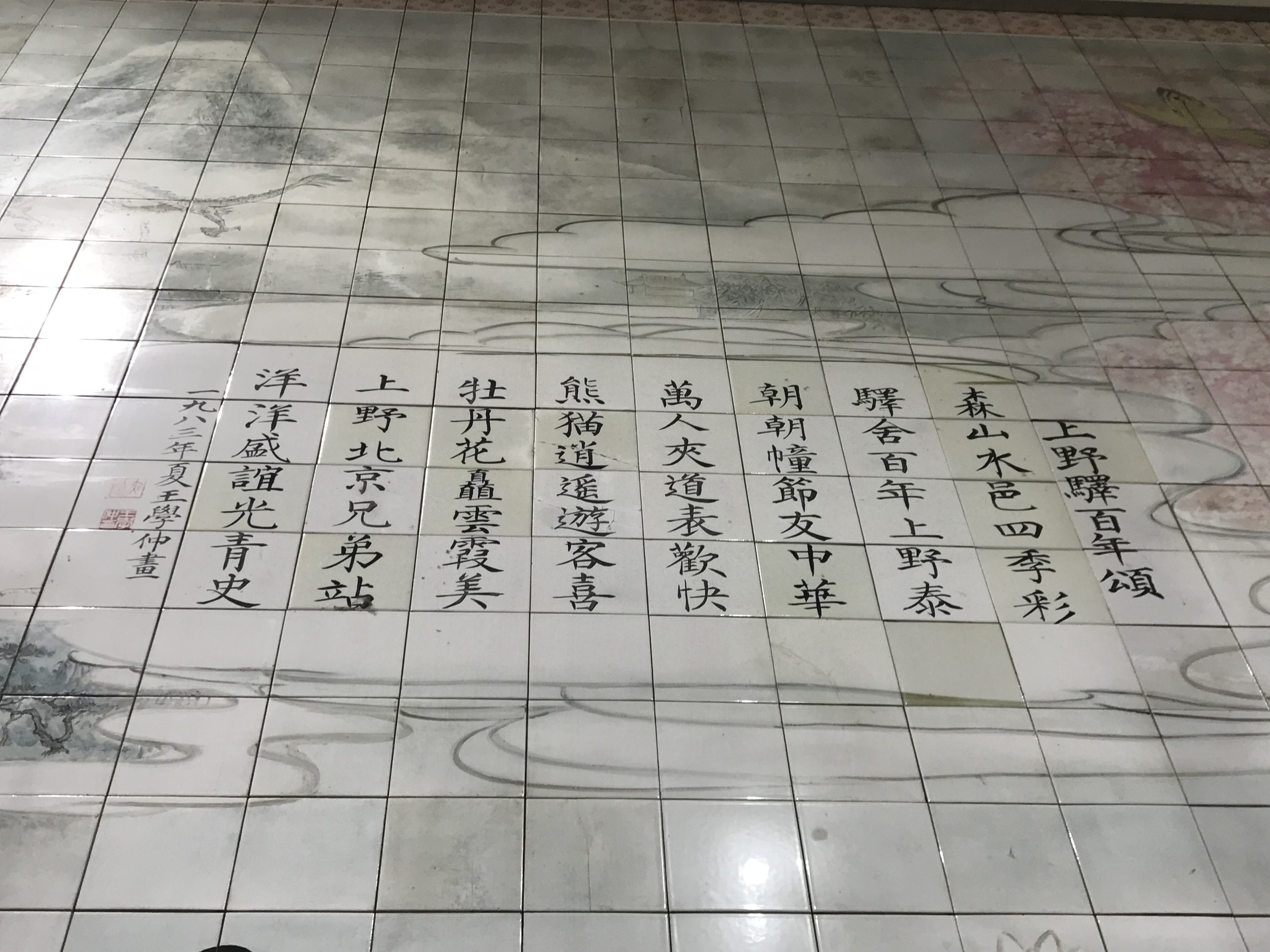
王学仲所作《上野四季繁荣图》附诗《上野驿百年颂》，展示于JR上野站新干线检票口内

- 日本：时任北京站站长的施萃贤于1980年曾作为团长带领北京站职工一行6人前往日本访问，并与东京站和上野站结为友好车站[70]。目前上野站新干线剪票口内设有中国陶瓷画艺术家王学仲于1983年为纪念上野站与北京站结为友好车站2周年纪念所做《上野四季繁荣图》[71]。
- ：北京站与2007年4月和首爾站结为友好车站[72]。

## 作品
1960年8月30日，于北京站落成使用一周年之际，中华人民共和国邮电部发行了一套两枚《北京铁路车站》特种邮票，志号“特42”。

（2-1）车站正面全景
（2-2）站台

## 车务管理
北京站作为局直属站管辖京哈客运专线京沈段北京市域范围内各站。2020年2月随着北京枢纽生产布局调整，北京站负责管理原双桥站京哈线的部分车站。

## 重大事故
- 1969年北京站列車相撞。
- 1980年10月29日晚上18時15分[75]，北京站二樓南走廊發生爆炸，造成10死81傷[76][77]，為北京自1966年後的首次爆炸事件，公安局公佈事故由一名來自山西省的30歲工人放置炸彈引爆造成，兇徒亦在爆炸中身亡。